# Kawasaki KAT-1
Die Kawasaki KAT-1 war ein Schulflugzeug des japanischen Herstellers Kawasaki Heavy Industries für die japanischen Luftselbstverteidigungsstreitkräfte.

## Geschichte und Konstruktion
Die KAT-1 wurde auf Grund einer Ausschreibung der japanischen Luftselbstverteidigungsstreitkräfte für ein neues Anfängerschulflugzeug entwickelt. Sie unterlag jedoch im Wettbewerb gegen den von Fuji Heavy Industries vorgelegten Lizenzbau der Beechcraft T-34 Mentor. Die Maschine besitzt viele gemeinsame Komponenten mit der Kawasaki KAL-2, sowohl in der Konstruktion als auch in gemeinsamen Bauteilen. Der wesentliche Unterschied zwischen den beiden Modellen liegt in der Unterbringung der Passagiere. Während die KAL-2 Platz für bis zu fünf Personen in zwei Reihen in einer breiten Kabine bietet, sind in der KAT-1 lediglich zwei Sitze in Tandemanordnung eingebaut.
Die KAT-1 ist ein freitragender Tiefdecker. Ihre Tragflächen sind aus zwei Metallholmen aufgebaut, mit Aluminium beplankt und besitzen einen trapezförmigen Grundriss. Die Seiten- und Höhenruder sind sowohl statisch als auch aerodynamisch ausgeglichen und tragen Trimmklappen. Die KAT-1 war mit einem 240 PS (179 kW) Lycoming GO-435-Sechszylinderkolbenmotor ausgerüstet und trieb einen verstellbaren Zweiblattpropeller an. Schüler und Lehrer waren auf Tandemsitzen in einem geschlossenen voll verglasten Cockpit untergebracht. Die KAT-1 verfügt über ein einziehbares Bugradfahrwerk mit pneumatischen Stoßdämpfern und hydraulischen Bremsen.

## Technische Daten
| Kenngröße             | Daten                                                   |
| --------------------- | ------------------------------------------------------- |
| Besatzung             | 2                                                       |
| Länge                 | 8,50 m                                                  |
| Spannweite            | 11,50 m                                                 |
| Höhe                  | 2,80 m                                                  |
| Flügelfläche          | 18,6 m²                                                 |
| Flügelstreckung       | 7,1                                                     |
| Leermasse             | 1070 kg                                                 |
| max. Startmasse       | 1385 kg                                                 |
| Reisegeschwindigkeit  | 225 km/h                                                |
| Höchstgeschwindigkeit | 303 km/h                                                |
| Dienstgipfelhöhe      | 6100 m                                                  |
| Reichweite            | 1140 km                                                 |
| Triebwerke            | ein Sechszylinderkolbenmotor Lycoming GO-435 mit 179 kW |